# Middle Paxton Township
Middle Paxton Township est un township qui s'étend du centre à l'ouest dans le comté de Dauphin, en Pennsylvanie, aux États-Unis,. En 2010, il comptait une population de 4 976 habitants.

## Démographie
Lors du recensement de 2010, le township comptait une population de 4 976 habitants. Elle est estimée, en 2018, à 5 053 habitants.

### Source de la traduction
- (en) Cet article est partiellement ou en totalité issu de l’article de Wikipédia en anglais intitulé « Middle Paxton Township, Dauphin County, Pennsylvania » (voir la liste des auteurs).